# John Robertson (calciatore 1964)
John Grant Robertson (Edimburgo, 2 ottobre 1964) è un allenatore di calcio ed ex calciatore britannico, nazionale scozzese di ruolo attaccante.

## Palmarès

### Giocatore

#### Competizioni nazionali
- Scottish Second Division: 1

Livingston: 1998-1999

#### Individuale
- Miglior giovane dell'anno della SPFA: 1

1983-1984

### Allenatore

#### Competizioni nazionali
- Scottish First Division: 1

Inverness: 2003-2004
- Scottish Challenge Cup: 3

Inverness: 2003-2004, 2017-2018, 2019-2020